# SN 2007lk
SN 2007lk – supernowa typu Ia-? odkryta 3 października 2007 roku w galaktyce A015750-0023. W momencie odkrycia miała maksymalną jasność 21,00m.